# Antennaria hansii
Antennaria hansii — вид трав'янистих рослин родини айстрові (Asteraceae).

## Опис
2n= 56. Притаманне безстатеве виробництво насіння без запліднення. Чоловічі рослини невідомі.

## Поширення
Ендемік Гренландії. Поширений у південно-західній, південній та південно-східній частинах острова.